# سیارک ۹۵۷۸
سیارک ۹۵۷۸ (به انگلیسی: 9578 Klyazma، نامگذاری:1989GA3) نه هزار و پانصد و هفتاد و هشتمین سیارک کشف شده‌است که در ۳ آوریل ۱۹۸۹ کشف شد.
قدر مطلق سیارک برابر ۴۰.۷ است.